# Л'Асомпсион (Квебек)
Л'Асомпсион (фр. L'Assomption) је град у Канади у покрајини Квебек. Према резултатима пописа 2011. у граду је живело 20.065 становника.

## Становништво
Према резултатима пописа становништва из 2011. у граду је живело 20.065 становника, што је за 20,0% више у односу на попис из 2006. када је регистровано 16.723 житеља. 
| 2006.  | 2011.  |
| ------ | ------ |
| 16.723 | 20.065 |